# 1828

## أحداث
- تأسيس مدينة كابو سان لوكاس وتقع حاليا في المكسيك.
- تأسيس مدينة باهيا بلانكا وتقع حاليا في الأرجنتين.
- تأسيس مدينة كارديناس وتقع حاليا في كوبا.
- بداية الحرب الروسية التركية في 1828 والتي انتهت في 1829.
- نهاية حرب السيزبلاتين في 27 أغسطس 1828 والتي بدأت في 10 ديسمبر 1825.
- بداية الحرب بين كولومبيا الكبرى والبيرو في 3 يونيو 1828 والتي انتهت في 28 فبراير 1829.
- نهاية الحرب الروسية الفارسية في 22 فبراير 1828 والتي بدأت في 31 يوليو 1826.

## مواليد
- أحمد عزت باشا
- إسحاق بسي غراي
- برسون كولبي تشيني
- جان هنري دونانت
- جول فيرن
- جون تومسون هوفمان
- شربل
- فاطمة خانم
- فنتون جون أنتوني هورت
- كارلو غوارماني
- كارلو كولودي
- ليو تولستوي
- محمد كامل بن مصطفى
- هنريك إبسن
- ويليام راندال كريمر

## وفيات
- روبرت جنكنسون
- شكا زولو
- فرانز شوبرت
- فرانسيسكو غويا
- فينشينسو مونتي